# 존 보이드 던롭

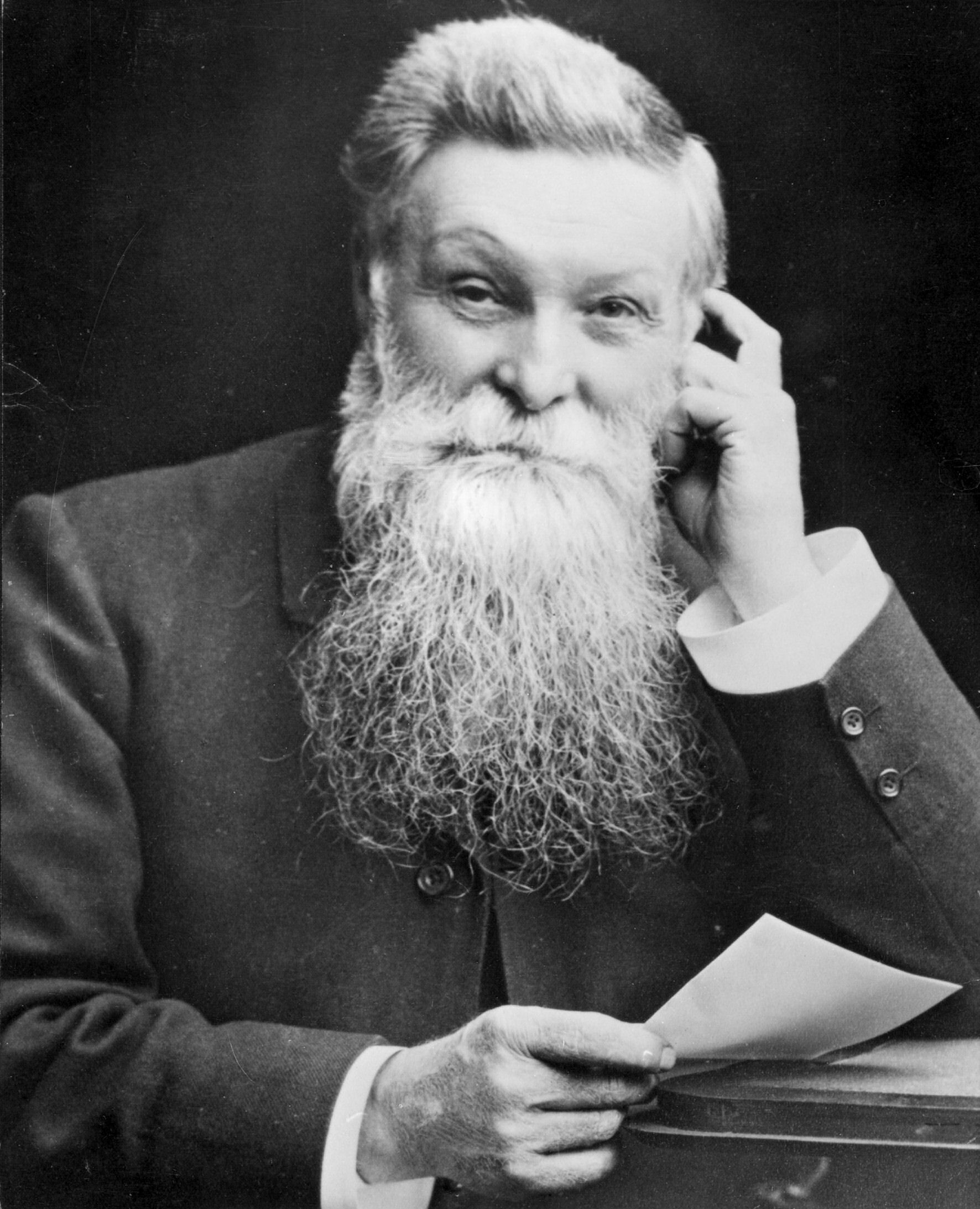

존 보이드 던롭(John Boyd Dunlop, 1840년 2월 5일 – 1921년 10월 23일)은 아일랜드에서 대부분의 경력을 쌓은 스코틀랜드의 발명가이자 수의사였다. 고무 장치 제작에 정통한 그는 자녀의 세발자전거를 위한 최초의 실용적인 공기 타이어를 발명했으며 이를 사이클 경주용으로 개발했다. 그는 공압 타이어에 대한 자신의 권리를 아일랜드 자전거 협회 회장인 하비 뒤 크로스(Harvey Du Cros)와 함께 설립한 회사에 소액의 현금과 공압 타이어 사업의 소액 지분을 위해 매각했다. 던롭(Dunlop)은 1896년에 철수했다. 그의 이름을 가진 회사인 던롭 뉴매틱 타이어 컴퍼니(Dunlop Pneumatic Tire Company)는 나중에 대중에게 잘 알려진 이름을 사용하여 통합되지 않았지만 뒤 크로스(Du Cros)가 설립했다.